# Rue Largillière
La rue Largillière est une voie du 16e arrondissement de Paris, en France.

## Situation et accès

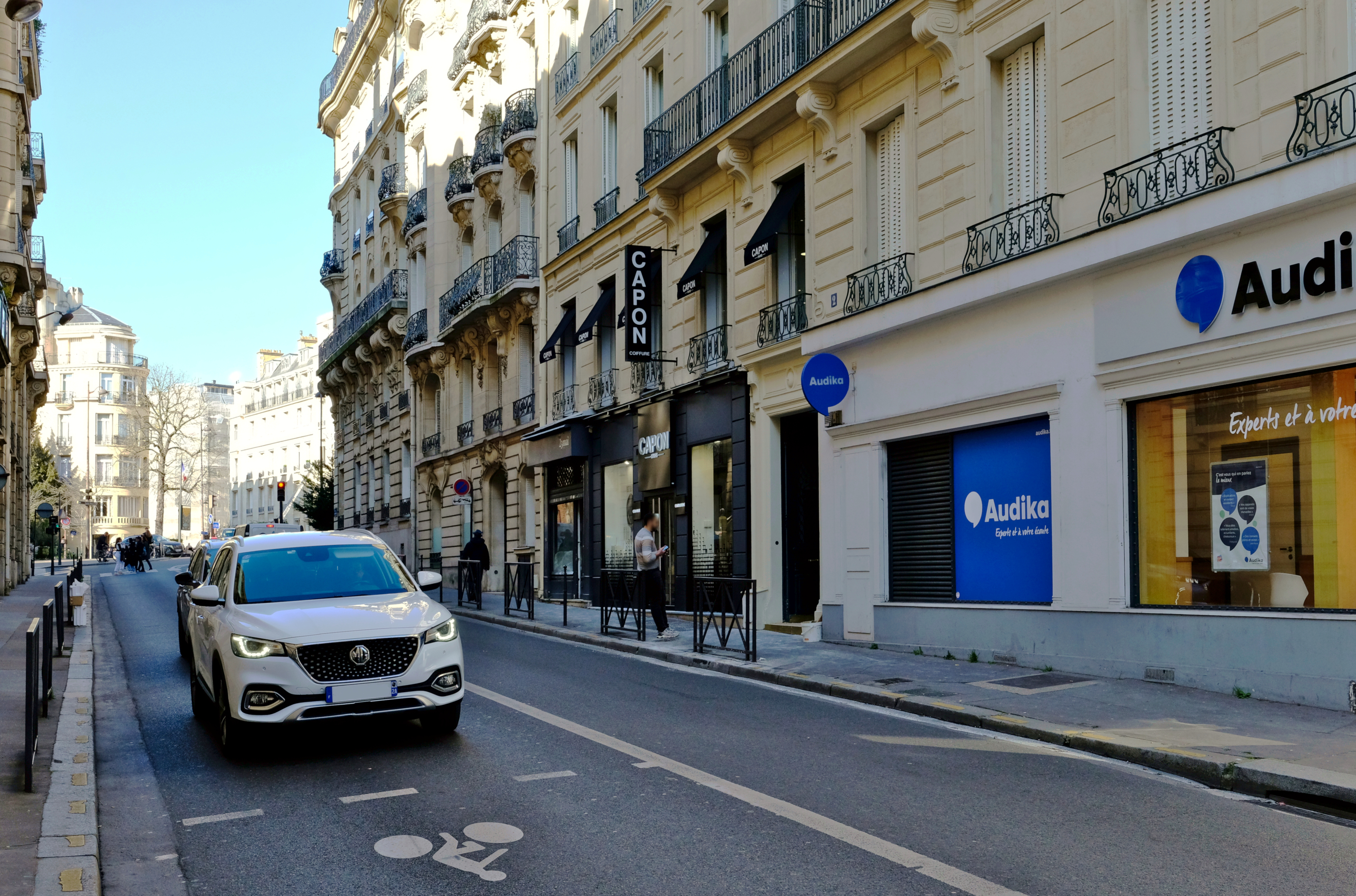
La rue Largillière vue depuis l'avenue Mozart.

La rue commence au 12 avenue Mozart et finit au croisement du 1 boulevard de Beauséjour et du 17 chaussée de la Muette. D'une longueur de 66 mètres, elle fait 12 mètres de large.
Elle est desservie par la ligne 9 à la station La Muette.

## Origine du nom

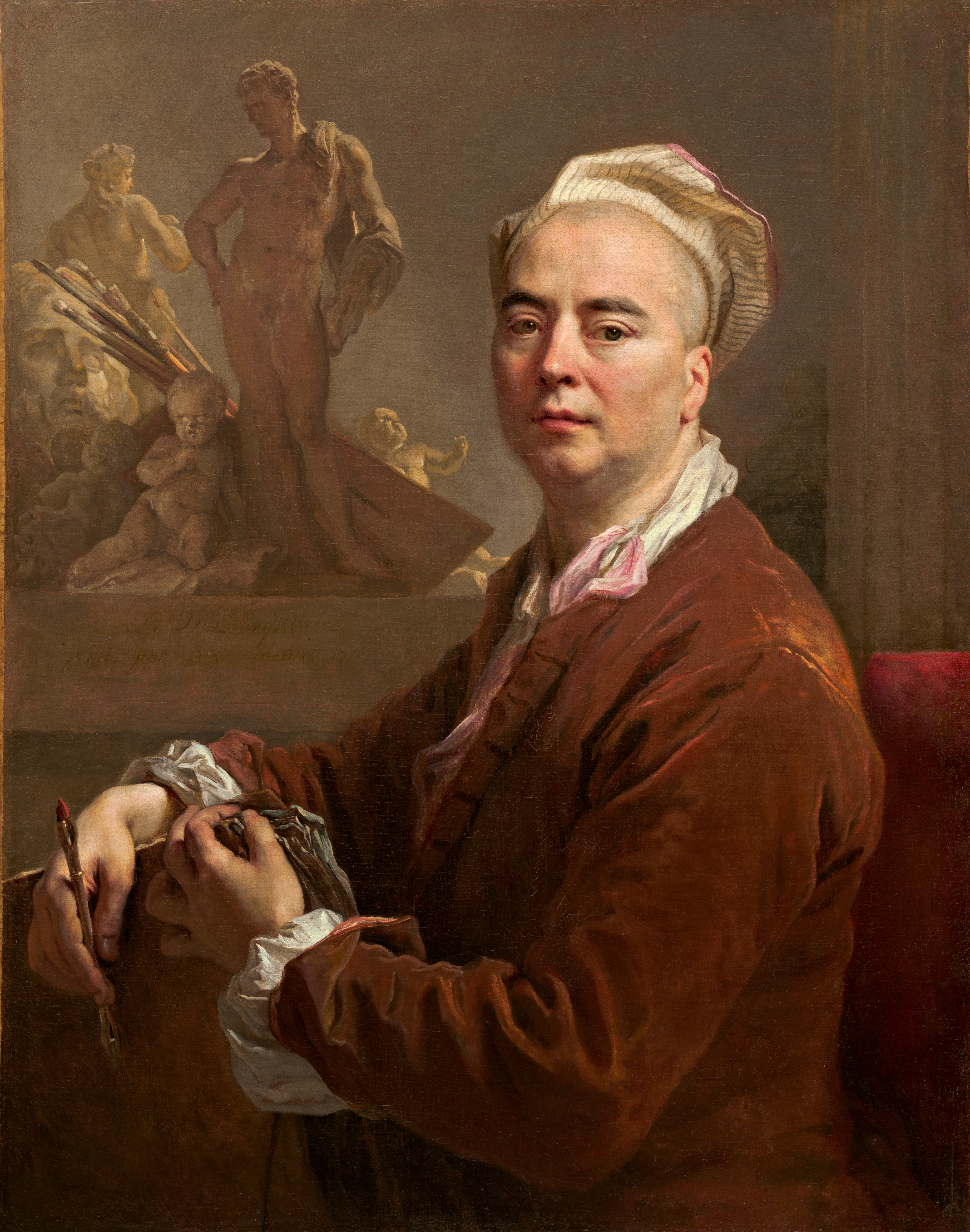
Nicolas de Largillière, Autoportrait (1707).

Elle est nommée en l'honneur du peintre et dessinateur français Nicolas de Largillierre (1656-1746),.

## Historique
Cette voie est ouverte et prend sa dénomination actuelle par décrets des 2 mars et 29 mai 1867.

## Bâtiments remarquables et lieux de mémoire

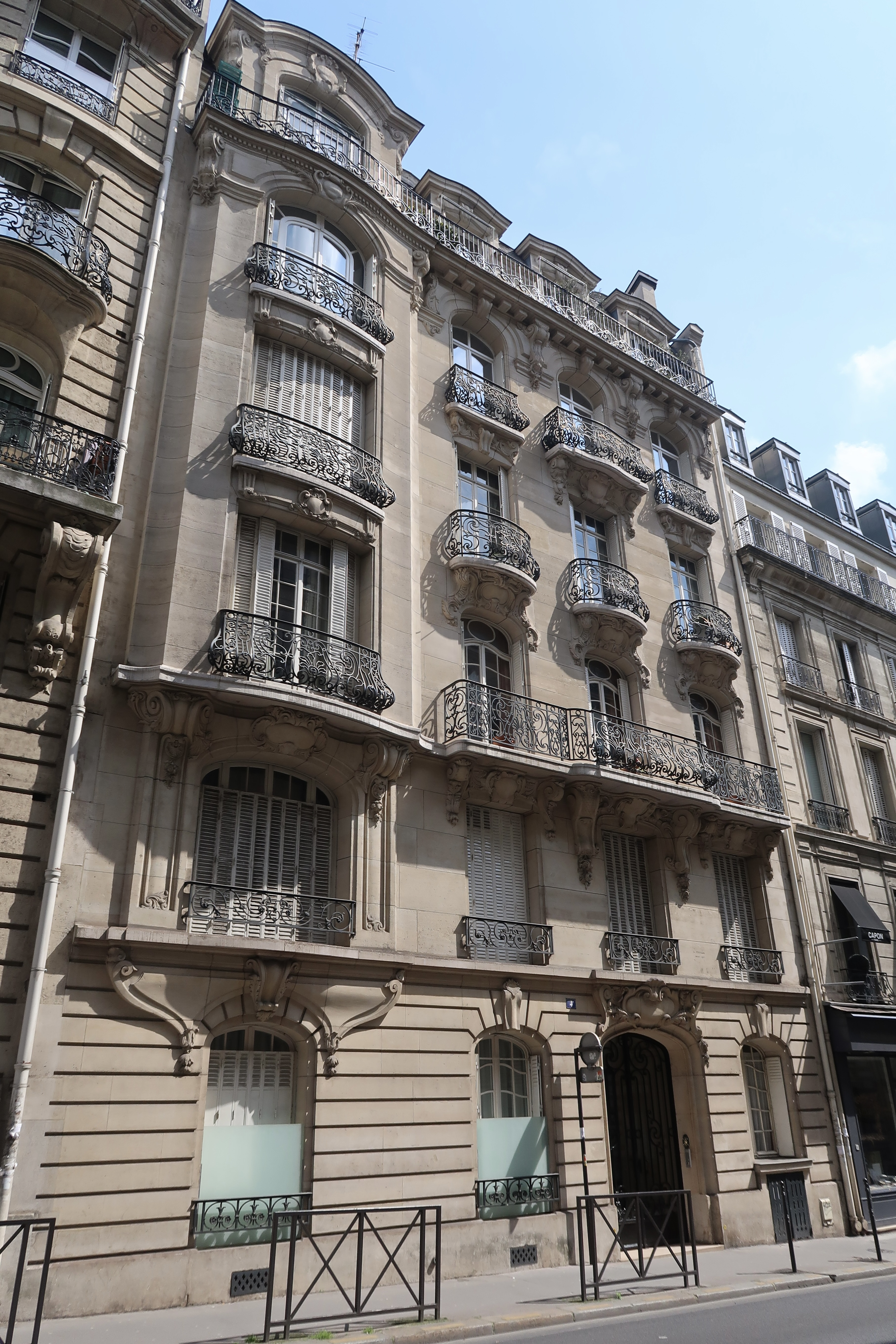
No 4.

- Le chanteur d’art lyrique Jules Lefort (1822-1898) a habité dans un « sobre chez-de-chaussée de la rue »[3].